# Ron Clements
Pour les articles homonymes, voir Clements.
Ron Clements est un animateur, scénariste, réalisateur et producteur américain né le 25 avril 1953 à Sioux City (Iowa). Il est surtout connu pour ses activités aux studios Disney, en collaboration avec John Musker.

## Biographie
Ron Clements commence dès son adolescence à créer des films d'animation en Super 8. Après avoir travaillé quelques mois comme animateur pour Hanna-Barbera Productions — aujourd'hui Cartoon Network Studios —, il rentre chez Disney en 1974 et y fait son apprentissage aux côtés de Frank Thomas pendant deux ans. Il grimpe progressivement les échelons : animateur de personnages pour Les Aventures de Bernard et Bianca et Peter et Elliott le dragon (1977), superviseur de l'animation pour Rox et Rouky (1981), coscénariste de Taram et le Chaudron magique (1985), il passe finalement à la mise en scène avec Basil, détective privé (1986).
Basil, détective privé marque aussi sa première collaboration avec John Musker. Mais c'est avec La Petite Sirène (1989), adapté du conte homonyme de Hans Christian Andersen, et Aladdin (1992), basé sur le conte Aladin ou la Lampe merveilleuse et le film Le Voleur de Bagdad (1940), que le duo connait un vif succès étrennant le Second Âge d'or des studios.
Si leur film suivant, Hercule (1997), inspiré de la mythologie grecque, est accueilli diversement, La Planète au trésor, un nouvel univers (2002), adaptation mêlant animation traditionnelle et infographie dans un univers de science-fiction de L'Île au trésor de Robert Louis Stevenson, est un échec commercial, entraînant la rupture de leur contrat. Clements est néanmoins de retour aux studios en mars 2006 pour réaliser — toujours avec John Musker, réintégré un an plus tard — La Princesse et la Grenouille (2009) qui marque un retour à une animation en 2D. Le film suivant du duo est sorti en 2016 : Vaiana : La Légende du bout du monde.

## Filmographie

### Réalisateur
- 1986 : Basil, détective privé (The Great Mouse Detective) coréalisé avec John Musker, Burny Mattinson et David Michener
- 1989 : La Petite Sirène (The Little Mermaid) coréalisé avec John Musker
- 1992 : Aladdin coréalisé avec John Musker
- 1997 : Hercule (Hercules) coréalisé avec John Musker
- 2002 : La Planète au trésor, un nouvel univers (Treasure Planet) coréalisé avec John Musker
- 2009 : La Princesse et la Grenouille (The Princess and the Frog) coréalisé avec John Musker
- 2016 : Vaiana : La Légende du bout du monde (Moana) coréalisé  avec John Musker, Don Hall et Chris Williams

### Scénariste
- 1983 : Winnie l'ourson et une sacrée journée pour Bourriquet
- 1985 : Taram et le Chaudron magique (The Black Cauldron)
- 1986 : Basil, détective privé
- 1989 : La Petite Sirène
- 1992 : Aladdin
- 1996 : Aladdin et le Roi des voleurs
- 1997 : Hercule
- 2002 : La Planète au trésor, un nouvel univers
- 2009 : La Princesse et la Grenouille
- 2014 : Disney Infinity: Marvel Super Heroes
- 2015 : Disney Infinity 3.0
- 2016 : Vaiana : La Légende du bout du monde

### Animateur
- 1974 : Winnie l'ourson et le Tigre fou (Winnie the Pooh and Tigger Too)
- 1977 : Les Aventures de Bernard et Bianca (The Rescuers) - Animateur des personnages de Annie Bouée, Luke et Evinrude
- 1977 : Peter et Elliott le dragon (Pete's Dragon) de Don Chaffey - Animateur du personnage d'Eliott
- 1981 : Rox et Rouky (The Fox and the Hound) - Directeur de l'animation

### Producteur
- 1992 : Aladdin
- 1997 : Hercule
- 2002 : La Planète au trésor, un nouvel univers
- 2014 : Les Nouveaux Héros
- 2016 : Zootopie